# Bol Bol
Bol Bol (* 19. listopadu 1999 Chartúm) je súdánsko-americký profesionální basketbalista, který hraje za Phoenix suns v NBA. Očekávalo se, že bude draftován v 1. kole NBA draftu 2019, ale nakonec byl draftován až jako 44. hráč v 2. kole.
Je jedním ze synů basketbalisty Manuta Bola, který měl v NBA celkový průměr 2.6 PPG, 4.2 RPG a 3.3 BPG.

## Kariéra
Na vysokoškolské úrovni hrál za Oregon v sezońě 2018/19. Než se vážně zranil, odehrál 9 zápasů. V nich dosáhl průměru 21.0 PPG, 9.6 RPG a 2.7 BPG. Navíc měl velmi vysokou úspěšnost při střelbě tříbodových košů, 52 %. To je při jeho vysoké výšce extrémní raritou.